# Грийн (окръг, Арканзас)
Вижте пояснителната страница за други населени места с името Грийн.
Окръг Грийн (на английски: Greene County) е окръг в щата Арканзас, Съединени американски щати. Площта му е 1502 km², а населението – 42 090 души (2010). Административен център е град Парагулд.